# Bonaparte Colombo
Bonaparte Colombo (Torino, 29 giugno 1902 – Torino, 12 marzo 1989) è stato un matematico italiano.

## Biografia
Laureatosi con lode in matematica all'Università di Torino nel 1924 con Carlo Somigliana, fu subito nominato assistente incaricato di geometria proiettiva e descrittiva nella stessa università, quindi assistente di ruolo dal 1926 al 1932. Conseguita la libera docenza in analisi infinitesimale nel 1929, fu poi incaricato di matematiche complementari e statica grafica presso l'Accademia Militare di Torino dal 1932 al 1938, quando passò all'insegnamento nelle scuole pubbliche di Torino.
Allontanato dall'insegnamento universitario in seguito alla promulgazione delle leggi razziali fasciste del 1938, il suo posto fu occupato da Eugenio Frola. Rimasto a Torino fino al 1943, per interessamento di Gino Fano e Gustavo Colonnetti si rifugiò in Svizzera, insegnando matematica agli allievi architetti del campo universitario di Losanna, dove rimane fino al 1945. Rientrato a Torino, fu nominato nel 1946 professore aggregato di analisi matematica, mantenendo tale ruolo fino al collocamento a riposo, nel 1972. 
Si occupò prevalentemente di geometria descrittiva, fisica matematica, equazioni differenziali alle derivate parziali, equazioni funzionali e integrali.
Contribuì all'Enciclopedia delle Matematiche elementari e complementi.